# Jerry Capeci
Gerald Capeci (pronunciado /kaˈpetʃi/; 30 de junio de 1944) es un periodista estadounidense y autor especializado en la cobertura de las Cinco familias de la Mafia en Nueva York. Capeci ha sido descrito por organizaciones noticiosas como CNN y la BBC, como un experto en la Mafia estadounidense.

## Gang Land
Capeci actualmente escribe una columna llamada Gang Land, que ha sido publicado en el New York Post, el New York Daily News, y el New York Sun. La columna de Capeci Gang Land es hoy publicada en su sitio web Gangland News. Desde junio del 2008, ha sido un sitio de suscripción pagada. Los archivos de Gang Land pueden encontrarse en el sitio web del New York Sun.

## Otros trabajos
Capeci ha sido autor de varios libros detallando los trabajos internos de las familias criminales neoyorquinas. En 1993, Capeci y su colega Gene Mustain publicaron el libro Murder Machine, una exposición de Roy DeMeo y pandilla de sicarios mafiosos. Capeci y Mustain fueron coautores de dos otros libros: Mob Star: The Story of John Gotti (1988) y Gotti: the Rise and Fall (1996). Junto a Tom Robbins escribió Mob Boss: The Life of Little Al D’Arco, the Man Who Brought Down the Mafia. Capeci también escribió The Complete Idiot's Guide to the Mafia y Wiseguys Say the Darndest Things: The Quotable Mafia. Una compilación de sus columnas fue publicada en el libro del 2003 Jerry Capeci's Gang Land. Desde 1999 hasta 2004, Capeci trabajó como director de comunicaciones en el John Jay College of Criminal Justice. En el 2007, apareció como sí mismo en un episodio de Los Soprano.